# Wasterkingen
Wasterkingen (gzu. Waschterchinge, hist. Waschterchinde) – miejscowość i gmina (Politische Gemeinde) w północnej Szwajcarii, w kantonie Zurych, w okręgu (Bezirk) Bülach.  

## Demografia
W Wasterkingen mieszka 589 osób. W 2021 roku 12,4% populacji gminy stanowiły osoby urodzone poza Szwajcarią.